# Endromarmata lutipalpis
Endromarmata lutipalpis is een vlinder uit de familie echte motten (Tineidae). De wetenschappelijke naam van deze soort is voor het eerst geldig gepubliceerd in 1922 door Meyrick.
De soort komt voor in tropisch Afrika.